# کوجاگول (خواجه‌لار)
کوجاگول (به ترکی استانبولی: Kocagöl) یک منطقهٔ مسکونی در ترکیه است که در هوجالار واقع شده‌است.